# Elezioni parlamentari in Finlandia del 1972
Le elezioni parlamentari in Finlandia del 1972 si tennero il 2 gennaio per il rinnovo dell'Eduskunta. Esse hanno visto la vittoria del Partito Socialdemocratico Finlandese di Kalevi Sorsa, che è divenuto Ministro capo.

## Risultati
| Liste                                | Voti      | %     | Seggi |
| ------------------------------------ | --------- | ----- | ----- |
| Partito Socialdemocratico Finlandese | 664 724   | 25,78 | 55    |
| Lega Democratica Popolare Finlandese | 438 757   | 17,02 | 37    |
| Partito di Coalizione Nazionale      | 453 434   | 17,59 | 34    |
| Partito di Centro Finlandese         | 423 039   | 16,41 | 35    |
| Partito Rurale Finlandese            | 236 206   | 9,16  | 18    |
| Partito Popolare Liberale            | 132 955   | 5,16  | 7     |
| Partito Popolare Svedese             | 130 407   | 5,06  | 9     |
| Lega Cristiana Finlandese            | 65 228    | 2,53  | 4     |
| Altri                                | 33 199    | 1,29  | 1     |
| Totale                               | 2 577 949 | 100   | 200   |